# Лихай-Эйкрс
Лихай-Эйкрс (англ. Lehigh Acres) — статистически обособленная местность, расположенная в округе Ли (штат Флорида, США) с населением в 67 873 человека по статистическим данным переписи 2006 года.

## География
По данным Бюро переписи населения США, статистически обособленная местность Лихай-Эйкрс имеет общую площадь в 248,59 квадратных километров, из которых 245,76 кв. километров занимает земля и 2,82 кв. километров — вода. Площадь водных ресурсов округа составляет 1,13 % от всей его площади.
Статистически обособленная местность Лихай-Эйкрс расположена на высоте 6 м над уровнем моря.

## Демография
| Год переписи        | Нас.  |  | %±     |
| ------------------- | ----- |  | ------ |
| 1970                | 4394  |  | —      |
| 1980                | 9604  |  | 118,6% |
| 1990                | 13611 |  | 41,7%  |
| 2000                | 33430 |  | 145,6% |
| 1970–2000 Источник: |       |  |        |

По данным переписи населения 2006 года, в Лихай-Эйкрс проживало 67 873 человека, 9250 семей, насчитывалось 12 707 домашних хозяйств и 14 486 жилых домов. Средняя плотность населения составляла около человека на один квадратный километр. Расовый состав населённого пункта распределился следующим образом: 75,30 % белых, 13,79 % — чёрных или афроамериканцев, 0,29 % — коренных американцев, 0,84 % — азиатов, 0,02 % — выходцев с тихоокеанских островов, 1,99 % — представителей смешанных рас, 3,77 % — других народностей. Испаноговорящие составили 17,36 % от всех жителей статистически обособленной местности.
Из 12707 домашних хозяйств в 32,3 % воспитывали детей в возрасте до 18 лет, 58,4 % представляли собой совместно проживающие супружеские пары, в 10,2 % семей женщины проживали без мужей, 27,2 % не имели семей. 22,0 % от общего числа семей на момент переписи жили самостоятельно, при этом 13,2 % составили одинокие пожилые люди в возрасте 65 лет и старше. Средний размер домашнего хозяйства составил 2,62 человек, а средний размер семьи — 3,03 человек.
Население статистически обособленной местности по возрастному диапазону по данным переписи 2000 года распределилось следующим образом: 26,0 % — жители младше 18 лет, 6,8 % — между 18 и 24 годами, 27,3 % — от 25 до 44 лет, 20,4 % — от 45 до 64 лет и 19,5 % — в возрасте 65 лет и старше. Средний возраст жителей составил 38 лет. На каждые 100 женщин в Лихай-Эйкрс приходилось 94,0 мужчин, при этом на каждые сто женщин 18 лет и старше приходилось 88,5 мужчин также старше 18 лет.
Средний доход на одно домашнее хозяйство статистически обособленной местности составил 38 517 долларов США, а средний доход на одну семью — 42 492 доллара. При этом мужчины имели средний доход в 30 202 доллара США в год против 21 935 долларов среднегодового дохода у женщин. Доход на душу населения статистически обособленной местности составил 38 517 долларов в год. 5,8 % от всего числа семей в населённом пункте и 7,7 % от всей численности населения находилось на момент переписи населения за чертой бедности, при этом 11,5 % из них были моложе 18 лет и 7,6 % — в возрасте 65 лет и старше.